# 문현중학교
문현중학교(門峴中學校)는 대한민국 서울특별시 송파구 장지동에 있는 공립 중학교이다.

## 학교 연혁
- 2008년 12월 31일 : 장지중학교 설립인가 10학급(특수1)
- 2009년 3월 1일 : 초대 주형동 교장 취임
- 2009년 3월 2일 : 제1회 입학식(9학급 302명)
- 2009년 4월 16일 : 개교식
- 2010년 9월 1일 : 문현중학교로 교명 변경
- 2012년 2월 9일 : 제1회 졸업식(남 156명, 여 140명)
- 2020년 9월 1일 : 제5대 고원철 교장 취임
- 2023년 2월 7일 : 제12회 졸업식(8학급 208명, 총 졸업생 2,898명)
- 2023년 3월 2일 : 제15회 입학(7학급 185명)

## 참고 자료
- 문현중학교 - 한국교육학술정보원 학교알리미